# رومانو فولیی

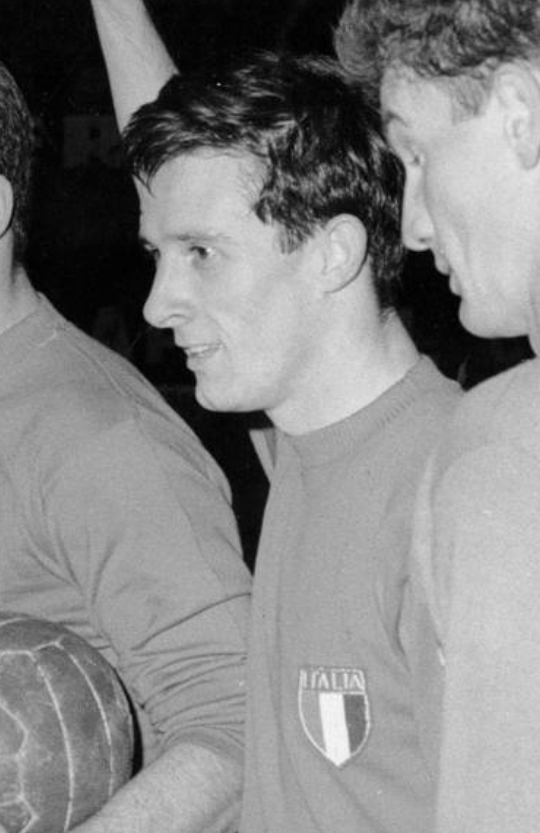
رومانو فولیی در سال ۱۹۶۲

 رومانو فولیی (به ایتالیایی: Romano Fogli) بازیکن فوتبال اهل ایتالیا است که از سال ۱۹۵۸ میلادی عضو تیم ملی فوتبال ایتالیا بوده و در ۱۳ بازی ملی حضور داشته‌است. او در بازی‌های ملی‌اش گلی به ثمر نرساند. رومانو فولیی آخرین بازی ملی خود را در سال ۱۹۶۷ میلادی انجام داد.